# شهرستان ظلیمه حبور
ناحیهٔ ظلیمه حبور (به عربی: مدیریة ظلیمة حبور) یک ناحیه در یمن است که در استان عمران واقع شده‌است.
ناحیهٔ ظلیمه حبور ۳۹٬۳۳۴ نفر جمعیت دارد.